# میخایلوفکا (شهرستان میخایلوفسکی، استان آمور)
میخایلوفکا (به لاتین: Mikhaylovka) یک منطقهٔ مسکونی در روسیه است که در استان آمور واقع شده‌است.